# 陳忠愛
陳忠愛（1555年—1635年），字藎卿，號育海，湖廣武昌府崇阳县人。明朝政治人物、進士出身。

## 生平
万历十六年（1588年）戊子科舉人，十七年（1589年）己丑科進士，兵部觀政，七月告病。十九年十二月授南京户部主事，二十一年升郎中，二十五年升河南卫辉府知府，二十六年調河南府。三十二年補真定府知府，三十三年（1605年）三月升山西井陉道副使，三十六年进布政司右参政。
萬曆四十七年（1619年）十一月起复廣西蒼梧道參議，天啓二年（1622年）十月升貴州提學副使，五年考察去職。

## 家族
曾祖陈彦託。祖父陈守朋。父陈伋。